# Hyposoter carbonarius
Hyposoter carbonarius är en stekelart som först beskrevs av Julius Theodor Christian Ratzeburg 1844.  Hyposoter carbonarius ingår i släktet Hyposoter och familjen brokparasitsteklar. Arten är reproducerande i Sverige. Utöver nominatformen finns också underarten H. c. insulator.